# Killipia pedunculata
Killipia pedunculata är en tvåhjärtbladig växtart som beskrevs av Henry Allan Gleason. Killipia pedunculata ingår i släktet Killipia och familjen Melastomataceae.
Artens utbredningsområde är Colombia. Inga underarter finns listade i Catalogue of Life.